# 첼트넘 타운 FC
첼트넘 타운 FC(Cheltenham Town Football Club)는 잉글랜드 글로스터셔주 첼트넘을 연고로 하는 축구 클럽이다.
1887년 창단되었으며 1932년부터 현재까지 와던 로드를 홈구장으로 사용하고 있다. 라이벌팀은 글로스터 시티와 포리스트 그린 로버스이다.

## 성적
- FA 트로피 우승 1회 (1998)
- 풋볼 리그 2 플레이오프 우승 1회 (2006)
- 풋볼 리그 3부 플레이오프 우승 1회 (2002)
- 콘퍼런스 내셔널 우승 2회 (1999,2015-16), 준우승 1회 (1998)
- 서던 풋볼 리그 우승 1회 (1985), 준우승 5회 (1956, 1993, 1994, 1995, 1997)
- 서던 풋볼 리그 중부 지구 우승 1회 (1983)
- 서던 풋볼 리그 1부 북부 지구 준우승 1회 (1977)

## 선수 명단

### 현역
참고: FIFA 자격 규정에 따라 소속된 국가대표팀 국기를 표시합니다. 선수는 복수의 FIFA 비회원국 국적을 가지고 있을 수 있습니다.
| 번호 | 포지션 | 국적   | 이름      |
| ---- | ------ | ------ | --------- |
| 16   | MF     | 웨일스 | 조엘 콜윌 |

| 번호 | 포지션 | 국적 | 이름 |
| ---- | ------ | ---- | ---- |